# Зачатьевский монастырь

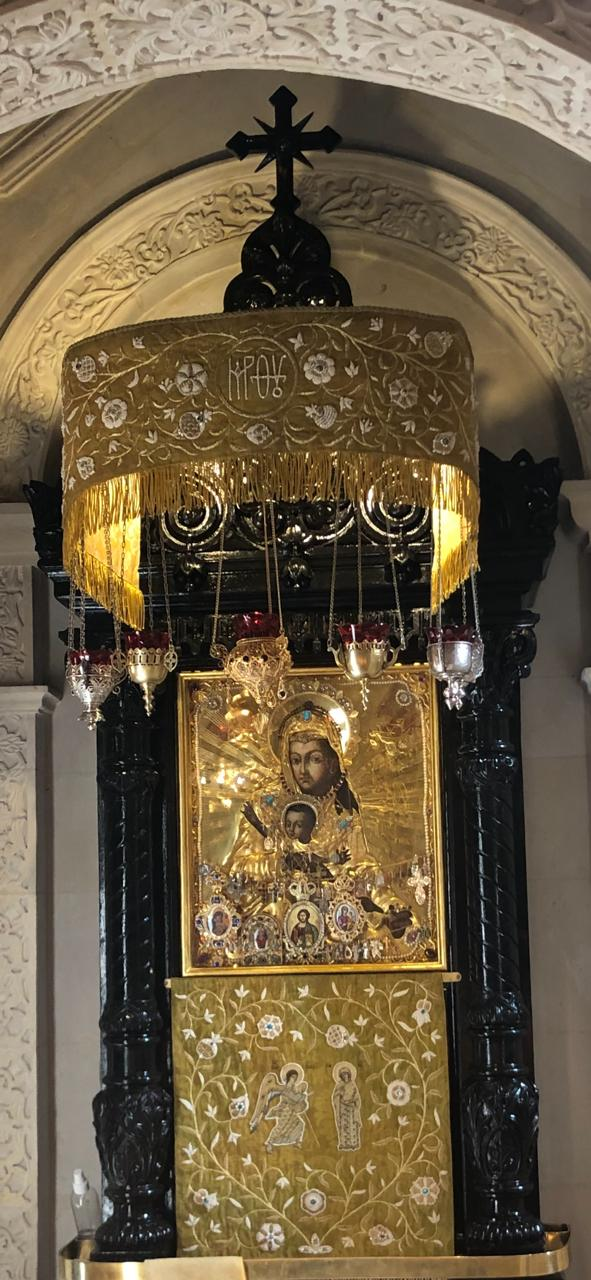
Главная святыня обители икона Богородицы «Милостивая». Собор Рождества Божией Матери.

Зача́тьевский монасты́рь — ставропигиальный женский монастырь Русской православной церкви в районе Хамовники города Москвы, между улицей Остоженкой и рекой Москвой (является географическим центром понятия «Золотая миля»).
Основан в 1360-е годы. Был закрыт в 1918 году и снова открыт в 1995 году в статусе ставропигиального.
Надвратная церковь Спаса Нерукотворного, единственная из сохранившихся в советское время, — архитектурный памятник конца XVII — начала XVIII века.

## История
Первый монастырь на этом месте основал в 1360-е годы митрополит Алексий. Он именовался и Зачатьевским, по имени церкви Зачатия святой Анны, и Алексеевским — по престолу этой церкви. Первыми монахинями, по преданию, стали родные сёстры митрополита, принявшие в монашестве имена Иулиании и Евпраксии. Алексеевский монастырь был уничтожен пожаром в 1547 году и восстановлен ближе к центру города, на месте, где сейчас стоит храм Христа Спасителя (см. Алексеевский монастырь); в XIX веке он переместился на Верхнюю Красносельскую улицу (см. Ново-Алексеевский монастырь).
На пожарище осталась небольшая община, в 1584 году вновь ставшая монастырём при поддержке Фёдора Иоанновича. Между 1584 годом и началом Смуты здесь были выстроены каменный собор Зачатия святой Анны и Богородице-Рождественская церковь, пережившие разрушения 1612 года.
Парадные ворота с надвратной церковью Спаса Нерукотворного были выстроены в 1696 году на средства стольника А. Л. Римского-Корсакова. Его род издавна владел землями по соседству, и Спасская церковь стала их «домовым» храмом; вплоть до закрытия в 1924 году она была не монастырской, а приходской. Входное крыльцо на галерею первоначально находилось внутри монастырских стен; внешняя двухмаршевая лестница, дошедшая до наших дней, выстроена в 1724 году специально для Римских-Корсаковых.
В 1766 году была выстроена церковь над могилами Иулиании и Евпраксии, во имя иконы Божией Матери «Неопалимая Купина» (разобрана в 1887 году в связи с включением объёма церкви в придел Аннинского собора).
В 1804 году древний собор Зачатия святой Анны был сломан, и на его месте в 1805—1807 годах выстроен новый неоготический собор Рождества Богородицы с приделом Зачатия святой Анны, освящённый лишь в 1813 году. Авторство собора, обычно приписываемое Родиону Казакову, документально не установлено. В 1812 году при нашествии Наполеона монахини оставались в монастыре, служба не прекращалась.

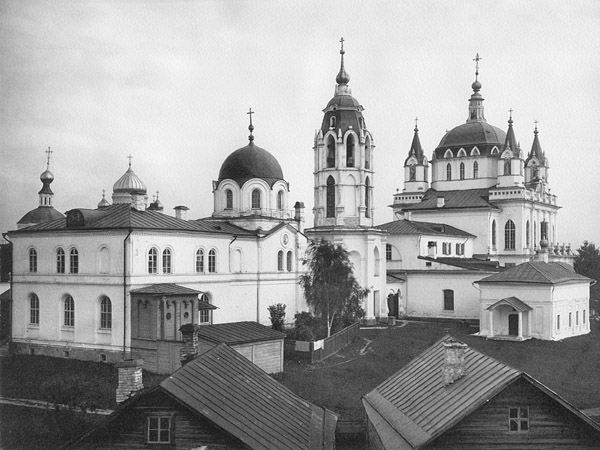
Монастырь в 1882 году с псевдоготическим собором

В 1844—1850 годах внутри стен была выстроена богадельня с церковью Сошествия Святого Духа под византийским куполом по проекту Михаила Быковского. В 1912 году по заказу монастыря архитектором Леонидом Стеженским на Никитском бульваре был построен доходный дом. 
В 1922 году монастырь был разграблен, но продолжал действовать; 16 марта 1925 года здесь отслужил последнюю службу патриарх Тихон, умерший девятью днями позже. В 1927 году монастырь был осквернён и закрыт; здесь, в числе прочих учреждений, помещалась тюрьма и детская колония. Собор Рождества Богородицы и другие внутренние постройки, кроме богадельни, были снесены в 1934 году, а на их месте выстроено школьное здание; храм Сошествия Святого Духа был изуродован до неузнаваемости. Надвратная церковь, объявленная архитектурным памятником, была отреставрирована в 1960-е годы.

## Современность
После возобновления обители в 1991 году и возвращения монастырского статуса в 1995 году внутри монастыря был восстановлен купол храма Сошествия Святого Духа (2001—2005). Фундаменты старого собора Зачатия святой Анны расчищены от позднейших построек и обследованы по заказу мэрии Москвы. Группой археологов Института археологии РАН под руководством Леонида Беляева были обнаружены кладки древних храмов, «улица» с подвалами деревянных келий, фрагменты каменной трапезной XVI века, свыше тысячи захоронений XIV—XVI веков. Среди ценных находок этой экспедиции — чёрный керамический рукомойник в форме барашка (конец XV — начало XVI века), старые монеты с арабской вязью, первые найденные в Москве фрагменты одноцветного китайского фарфора (селадона).
Московская патриархия отказалась от постройки собора Рождества Богородицы в готических формах 1805—1807 годов. Проект, впервые выдвинутый архитектором Ильёй Уткиным, предполагает консервацию фундаментов старого собора и старого кладбища и возведения над ними плиты — саркофага. На этой плите предполагается поставить пятиглавый собор в традиционном «узорочье» по образцам XVII века. Новый собор по проекту Уткина был бы выше, чем казаковский. 30 ноября 2006 года мэр Москвы Юрий Лужков в целом одобрил аналогичный проект «Моспроекта-2», выполненный в русском стиле Андреем Оболенским, но потребовал уменьшить его высоту.
31 марта 2008 года мэр Москвы распорядился о восстановлении собора Рождества Богородицы к 2010 году. Финансирование взял на себя предприниматель Дмитрий Рыболовлев. 25 ноября 2010 года восстановленный собор освятил патриарх Кирилл, наградив благотворителя орденом Серафима Саровского I степени.

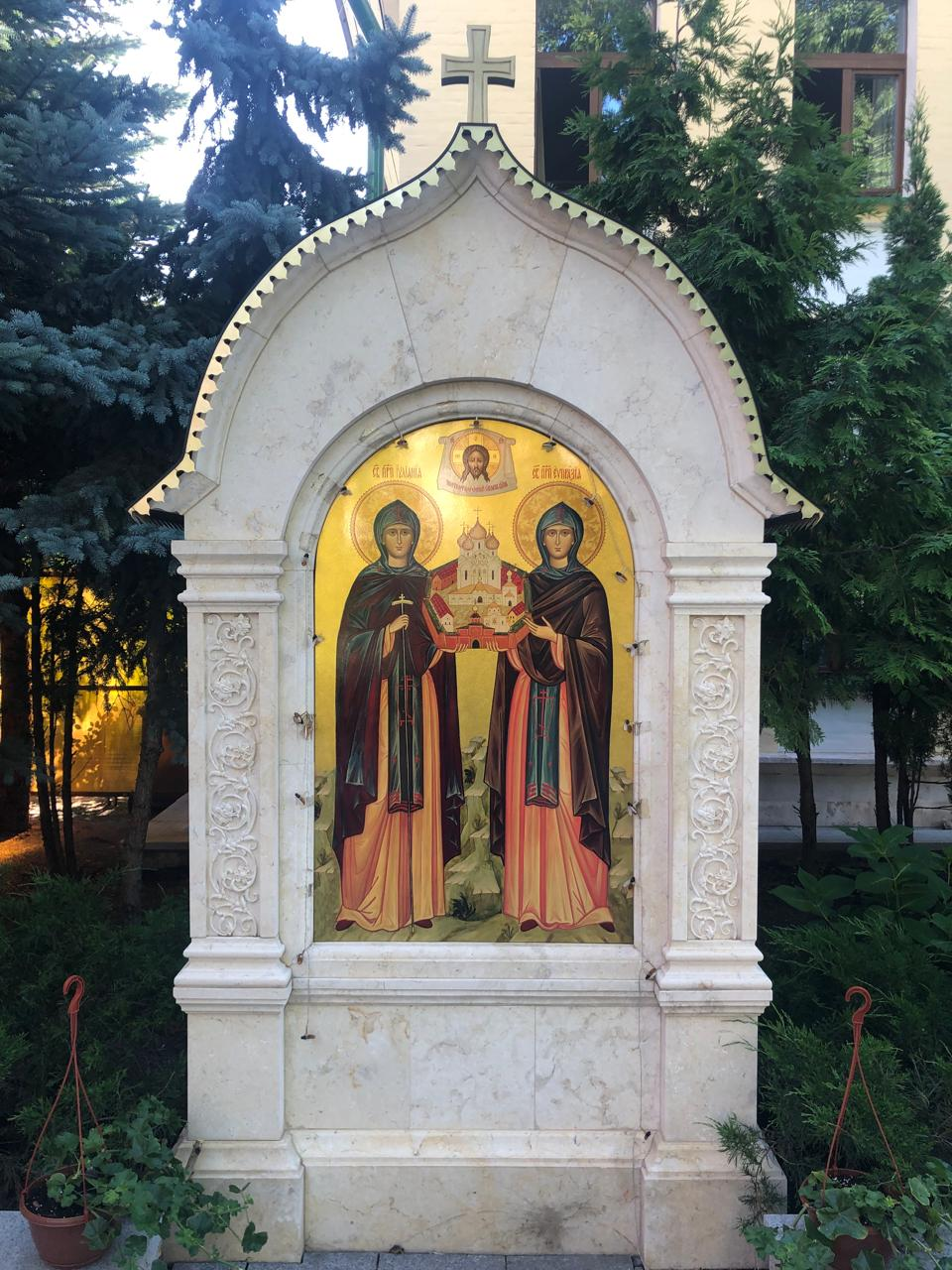
Икона основательниц монастыря преподобных игумении Иулиании и монахини Евпраксии. Зачатьевский монастырь

25 ноября 2010 года, в праздник иконы Божией Матери «Милостивая» и день празднования 650-летия основания Зачатьевского монастыря, патриарх Кирилл совершил великое освящение воссозданного собора Рождества Пресвятой Богородицы Зачатьевской обители и Божественную литургию в новоосвящённом храме. Среди уникальных особенностей собора: центральное пятикуполье, вызывающее аллюзии с Архангельским собором Московского Кремля (1508) и Смоленским собором Новодевичьего монастыря (1525), пол из камня, специально привезённого со Святой земли, музей и костница в подклете, звонница в псковско-новгородском стиле с действующими курантами, золочёная фигурка архангела под главным паникадилом, отсылающая к древнерусской мистерии — «пещному действу». В настоящий момент монастырь насчитывает пять храмов, включая пещерный храм Успения.

## Святыни

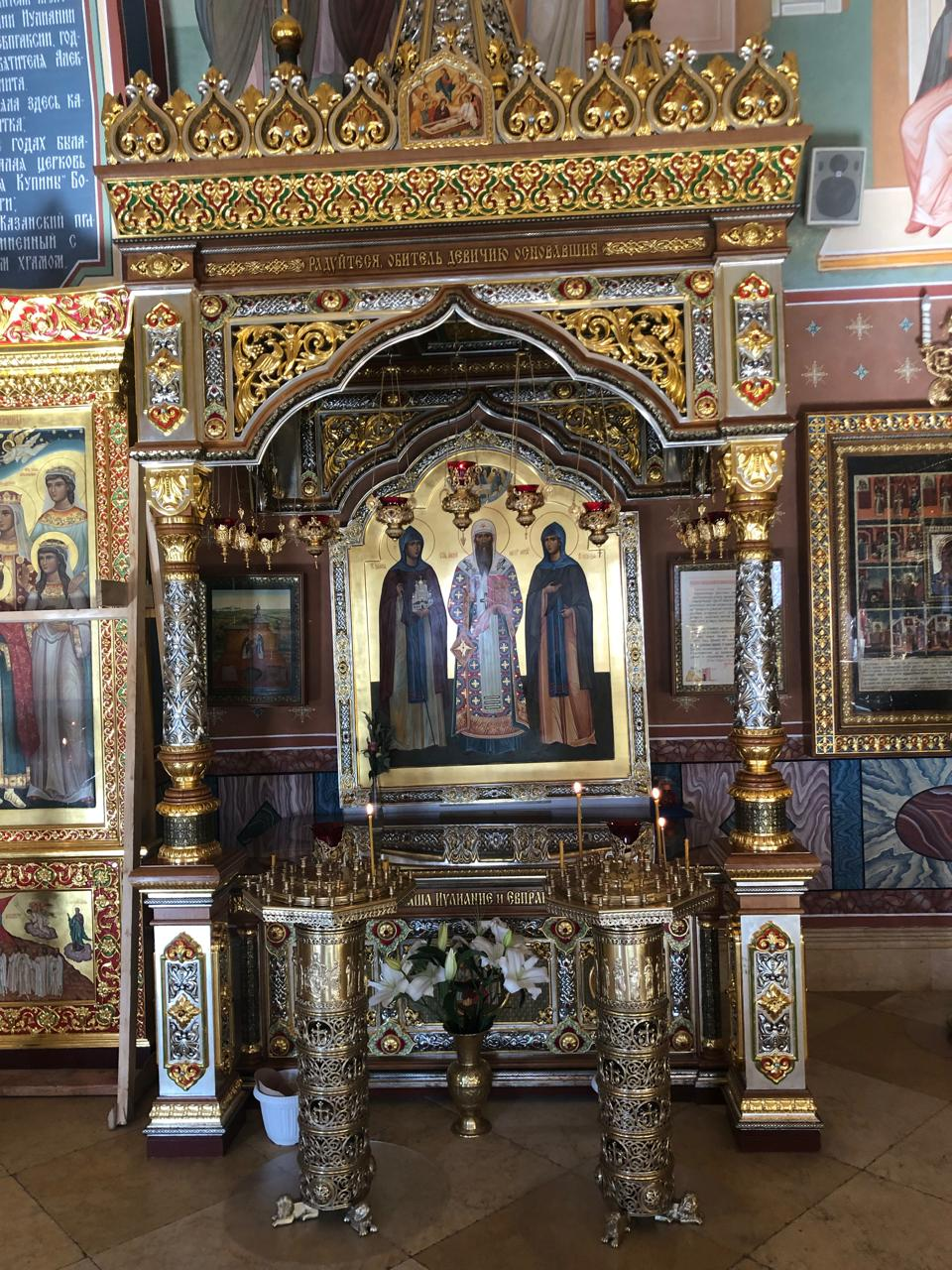
Мощи святых Иулиании и Евпраксии. На иконе с братом, святителем Алексием, митрополитом Московским

В монастыре особо чтим список Киккской иконы Божией Матери «Милостивая», появившийся в XVII веке и ставший его главной святыней. После разорения и осквернения обители в 1920-х годах чудотворный список был передан в близлежащий храм пророка Илии в Обыденском переулке. В 1999 году, когда монашеская жизнь в обители стала возрождаться, «Милостивая» вернулась на своё прежнее место. 25 ноября в перенесении иконы участвовали четыре архиерея, более ста священников и диаконов, сестры монастыря и множество мирян-богомольцев. Встречали святой образ, возвращавшийся домой, патриарх Алексий II и настоятельница монастыря монахиня Иулиания (Каледа).

## Архитектура

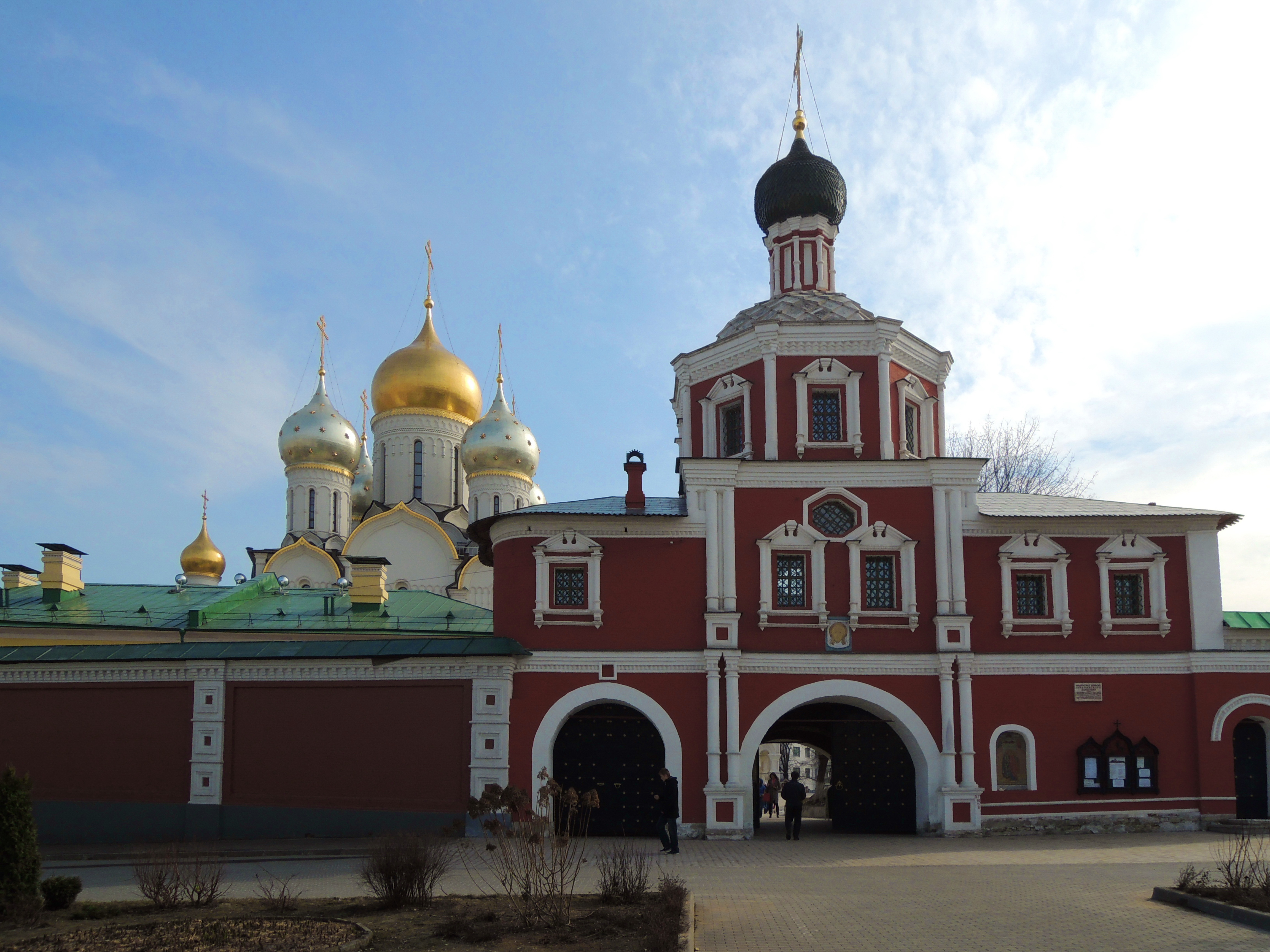
Надвратная церковь Спаса Нерукотворного

### Надвратная церковь Спаса Нерукотворного
Здание 1696 года постройки является самым древним из сохранившихся на территории монастыря строением. В подклете — фамильная усыпальница Римских-Корсаковых и часовня святителя Алексия Московского.
Внешняя реставрация проводилась в 1960 годах, тогда же на куполе восстановлена керамическая поливная черепица. Церковь оформляет святые (северные) врата и выполнена в стилистике нарышкинского барокко (красно-белая гамма, разорванные наличники).
Храм окружает открытое гульбище, на котором установлена переносная звонница, использующая била.

### Церковь Сошествия Святого Духа

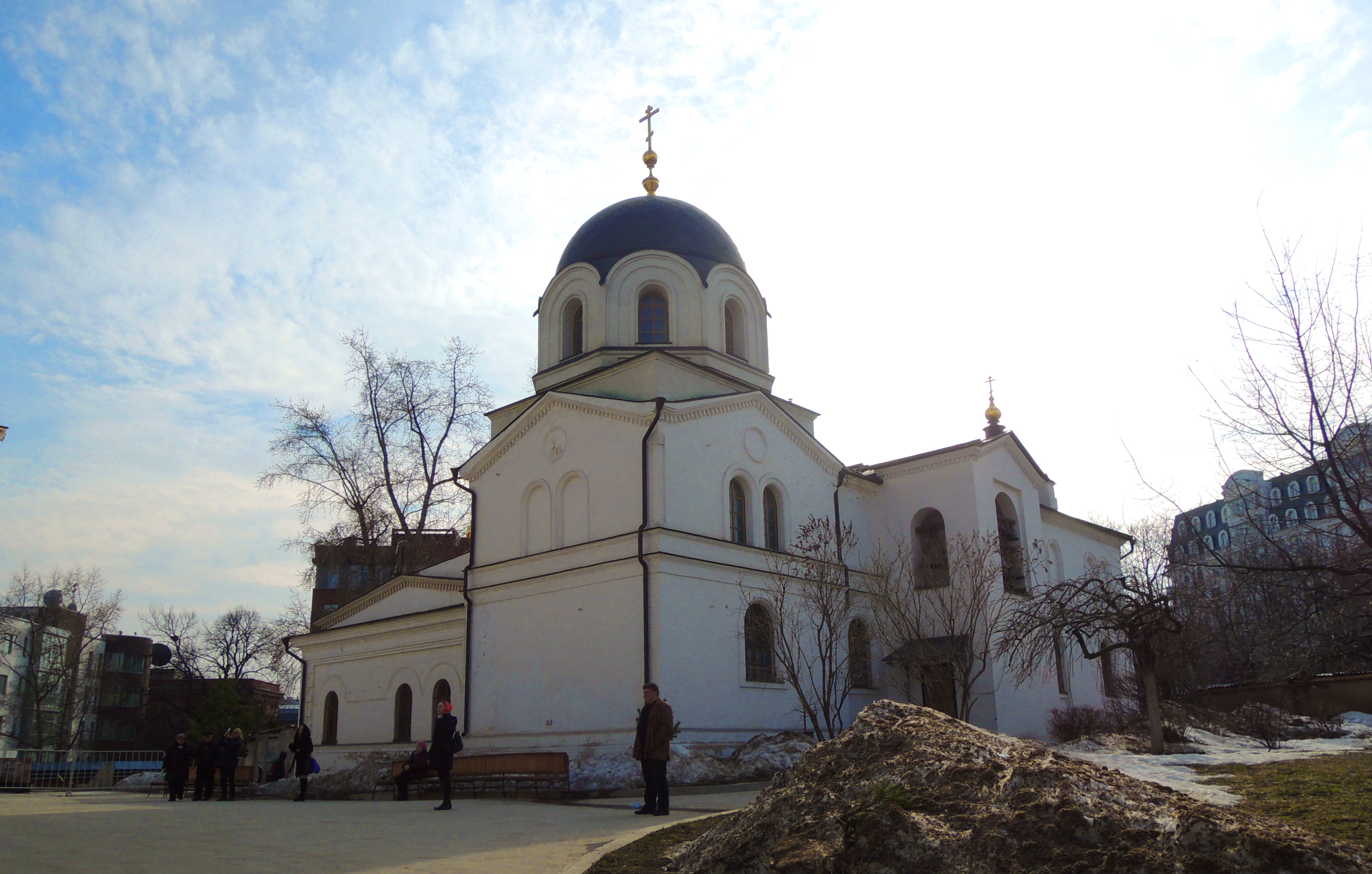
Церковь Сошествия Святого Духа

В 1846 году сестра (белица) Варвара Михайловна Головина (ур. Львова) обратилась к митрополиту Московскому Филарету (Дроздову) с просьбой «дозволить соорудить собственным иждивением церковь внутри монастыря и при ней жилой корпус для размещения бедных и немощных стариц из сестер монастыря», изъявив готовность обеспечить «содержание церкви и призреваемых вкладов». Проект был заказан М. Д. Быковскому.
В 1849 году начались строительные работы. Здание состояло из двухъярусного однопрестольного одноглавого храма, соединявшимся переходом — трапезной с двухэтажной богадельней. Храм был выполнен из полнотелого кирпича, нижний этаж богадельни, где располагались кельи стариц и «службы» был каменным, а верх, где располагались ризница и покои госпожи Головиной — деревянный. В 1850 году храм был освящен Филаретом.

### Собор Рождества Пресвятой Богородицы
Впервые этот собор упоминается ок. 1360 года. Каменный собор, возведенный около 1584 года, простоял до 1804 года, когда был разобран за ветхостью. Следующее здание, в стиле классицизм, было построено в 1805-1807 годах. Этот собор был снесён в 1930-е, на его месте построена школа, снесенная для возведения текущего собора.
Собор, построенный в 2008—2012 годах, находится в центре монастырской территории. Состоит из надземной части, представляющей собой несколько одноэтажных храмов, и подземного уровня. Архитектором был Андрей Анисимов, по словам которого: «для столицы, где вообще много всего очень разного строят, это удачная работа, в которой старые традиции сочетаются с современными технологиями. Этот собор хорошо вписывается в архитектуру центра Москвы».
В надземной части расположены пятиглавый главный храм с крестово-купольной системой сводов, включающий главный алтарь и два боковых придела; малый храм, построенный на месте разрушенной церкви XVIII века; трапезная с двумя приделами. В подземном уровне, в подклете, законсервированы фрагменты стен снесённых монастырских храмов, а также около полутора сотен белокаменных надгробий XIV—XVI веков над захоронениями Болотниковых, Воронцовых, Головкиных, Кощеевых, Усольцевых, Братцевых и других семейств.
Пятикуполье собора составило органичный ансамбль с надвратной церковью Спаса Нерукотворного. Майолика нового собора отсылает к эстетике васнецовского особняка Цветкова и малютинского дома Перцовой, находящихся неподалёку. Главный вход выполнен в традиции «красных крылец», украшен шатриком, венецианским фонарём и резьбой по камню. Крылатые львы в устоях подсвечников цитируют образы Псалтири и Храма Соломона, а также соотносятся с аналогичными фигурками в основании «тощих свечей» (1649 г.) из кремлёвской церкви Ризположения. Среди икон Собора выделяются исторические иконы, находившиеся в Зачатьевском монастыре до революции (образ Милостивой Божией Матери — главная святыня обители, образ святых Иоакима и Анны).
Общая площадь храма — 3,8 тыс. м2; высота собора до верха креста составляет 48 м.

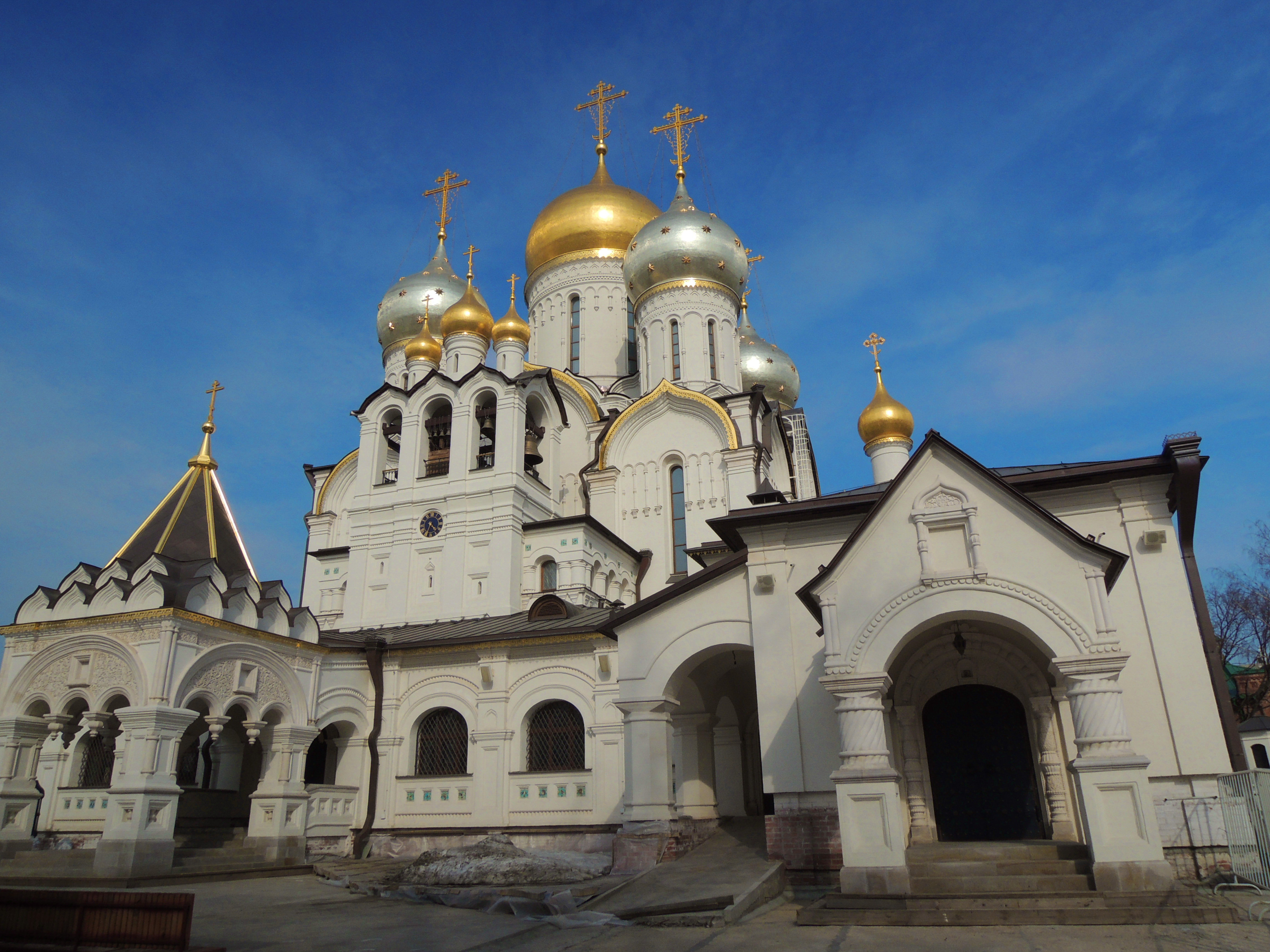
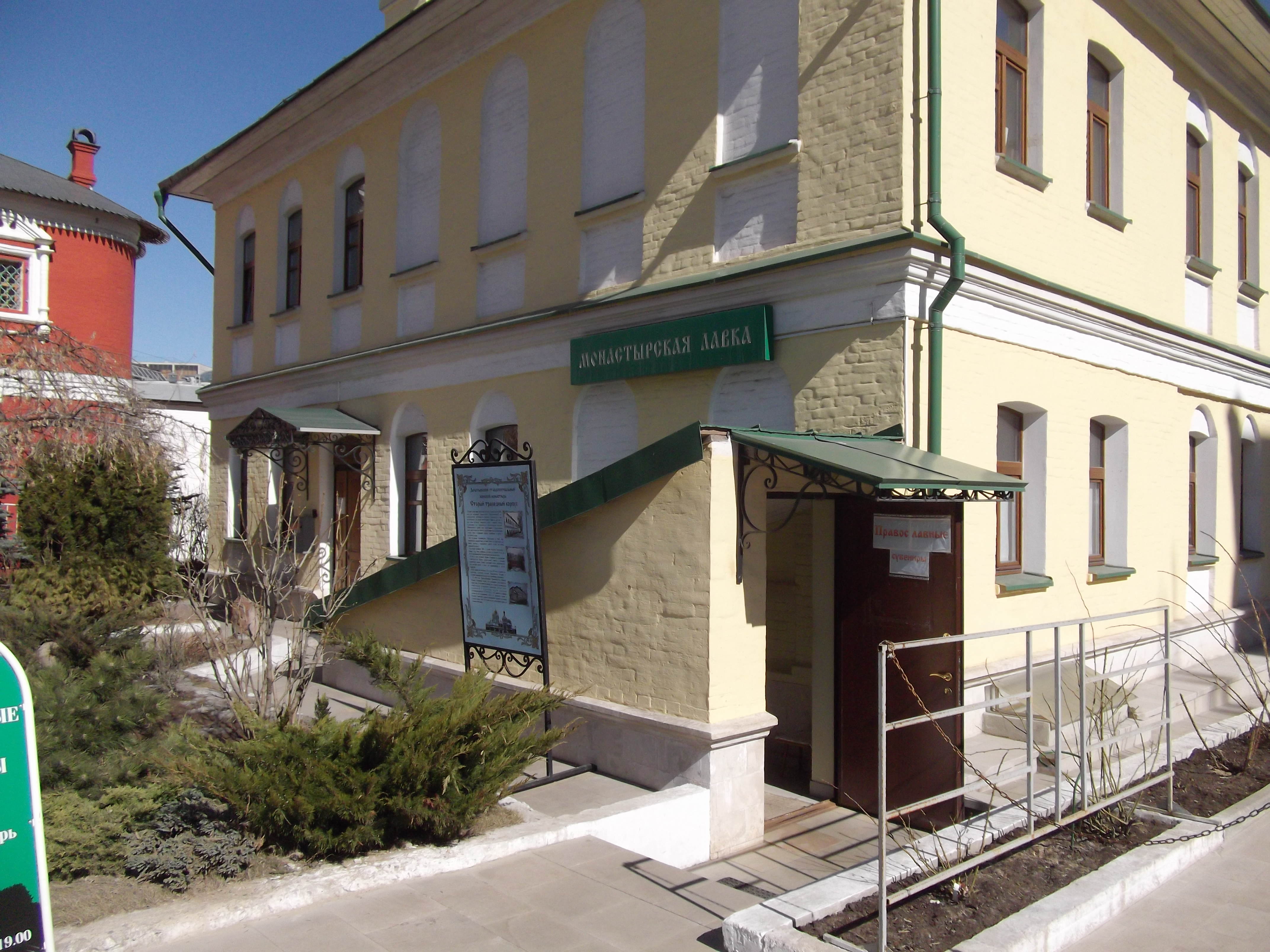
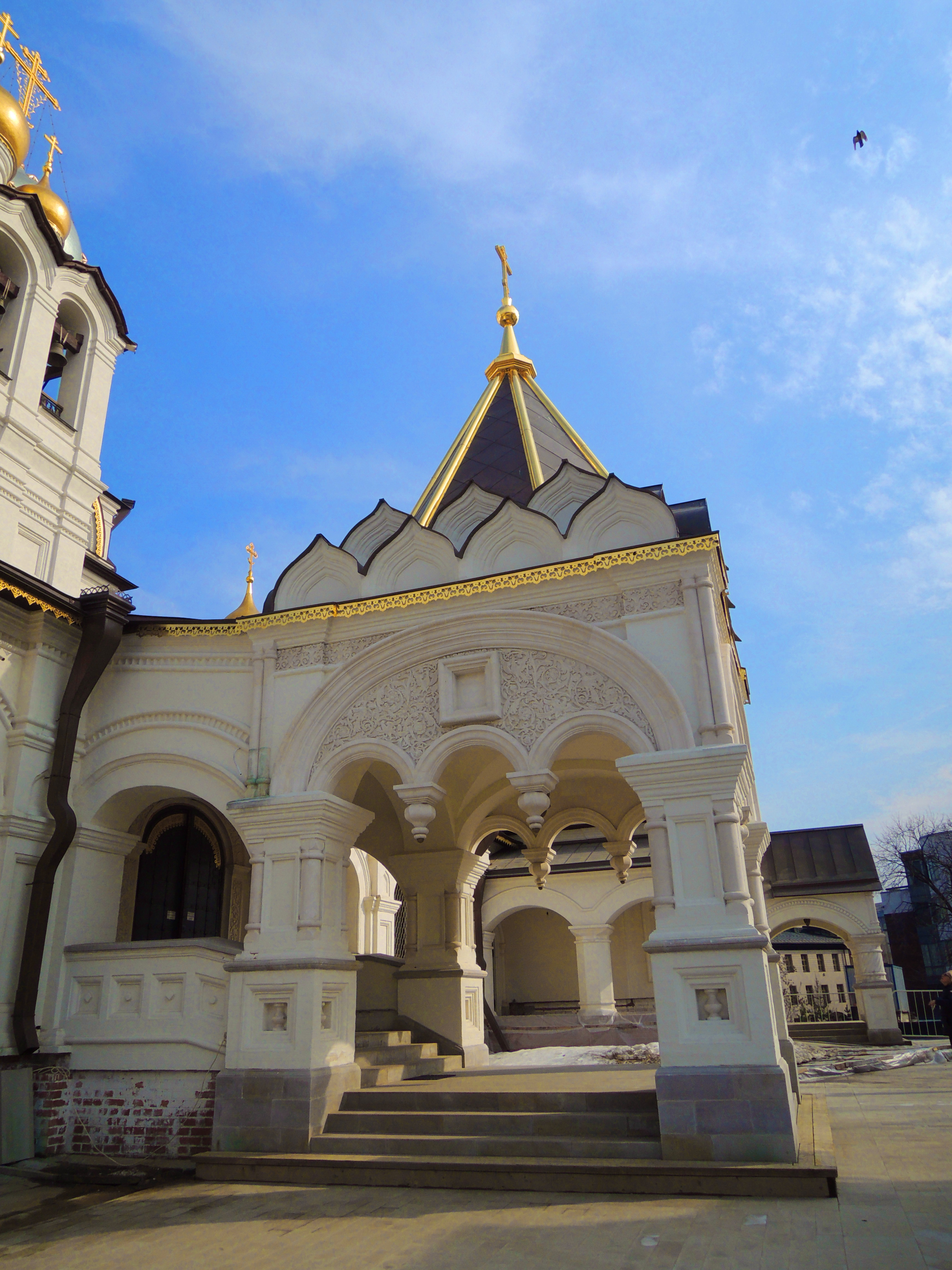
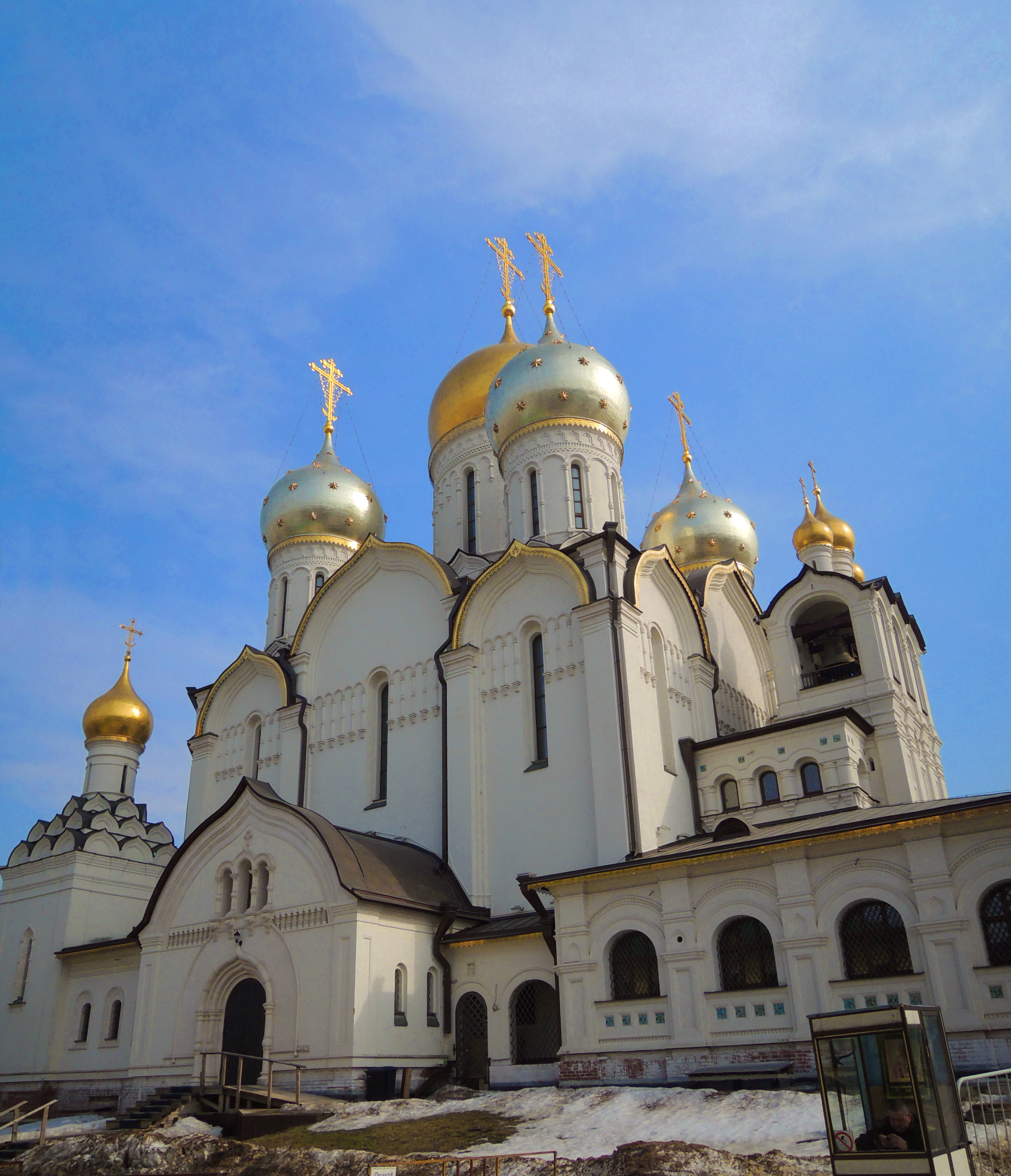
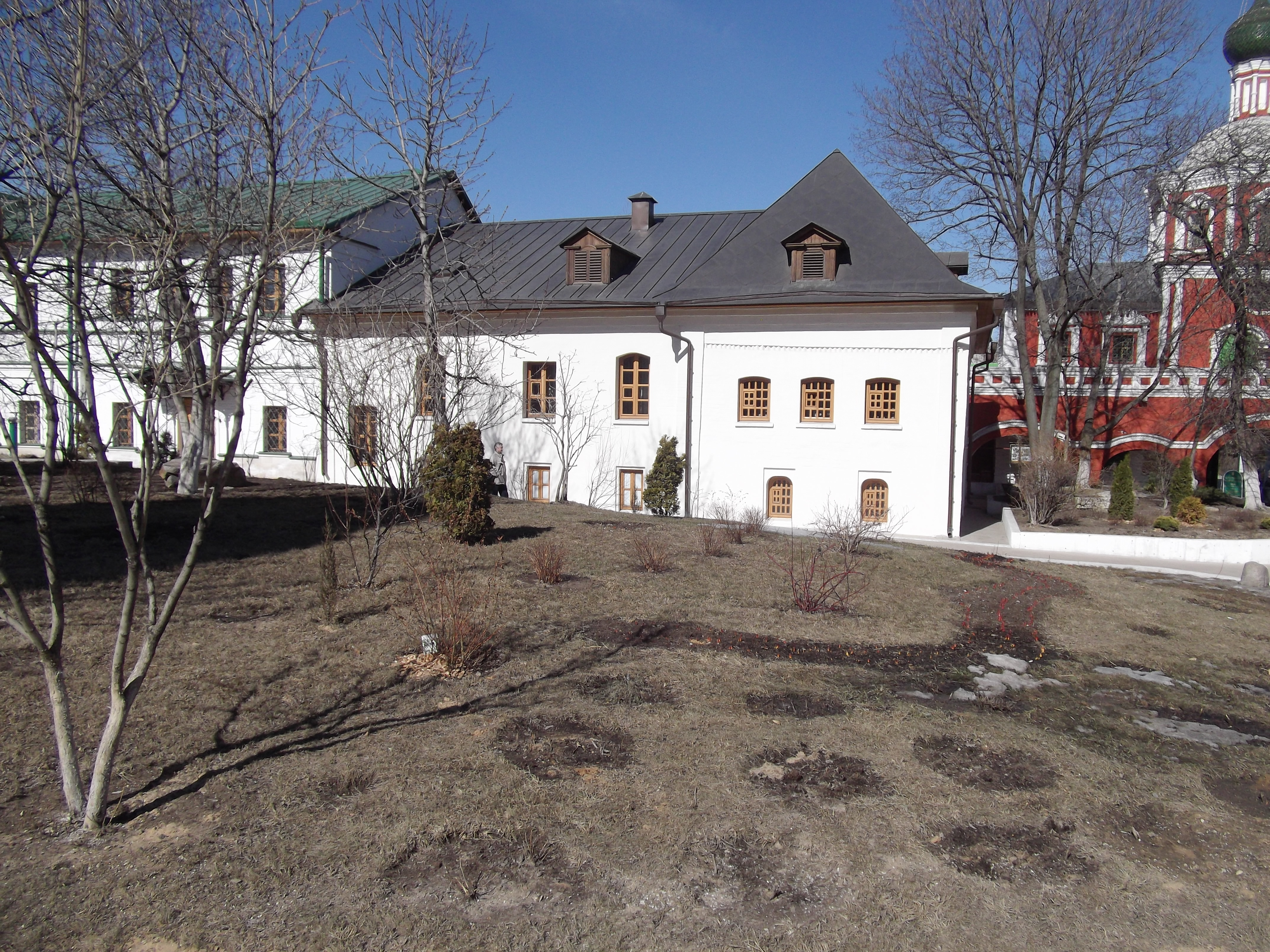
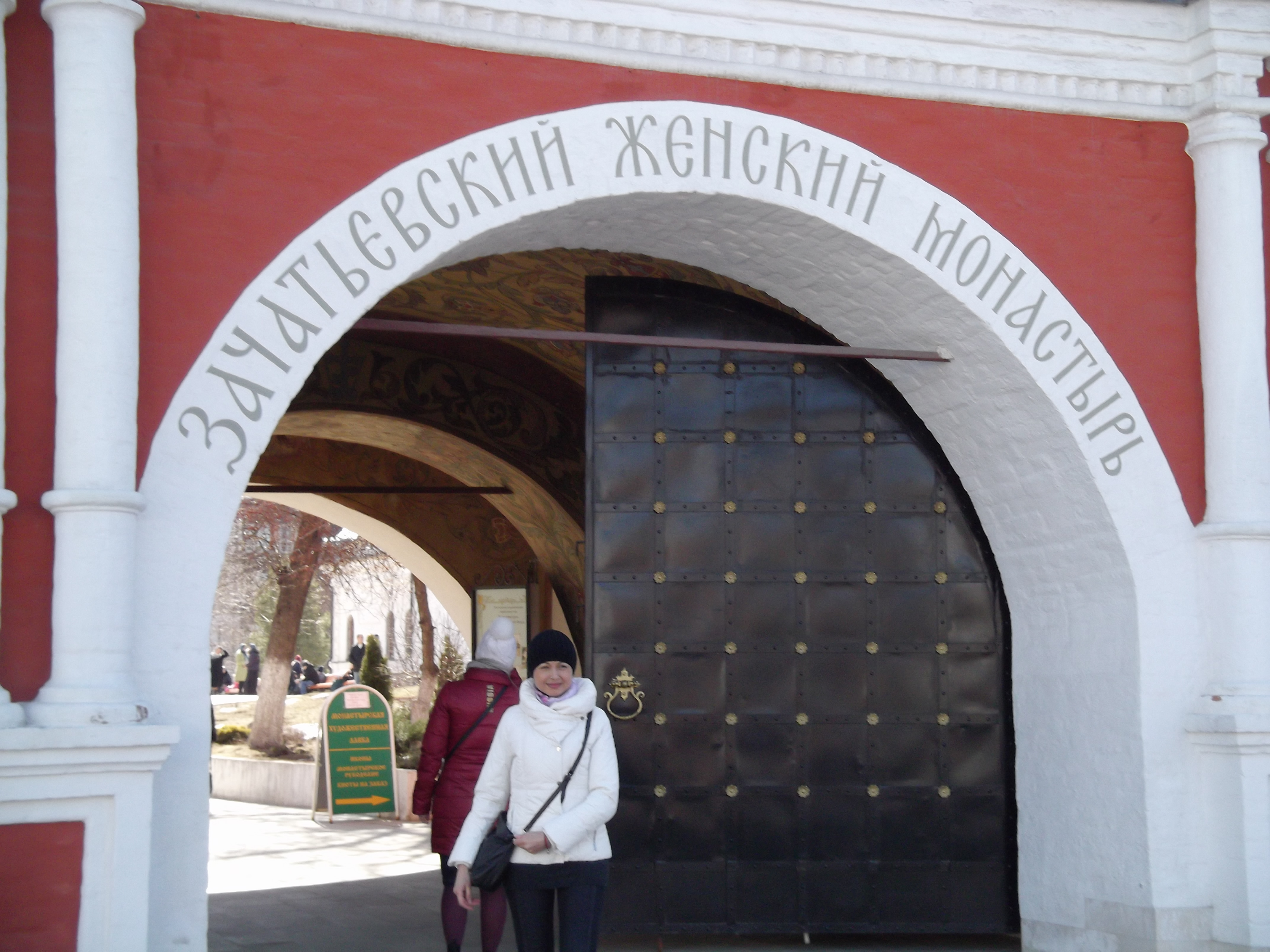

### Палаты Киреевского
В 2014 году Зачатьевский монастырь приступил к реставрации фасадов палат Киреевского на Остоженке (вне монастырских стен), в результате памятник архитектуры XVII века был незаконно снесён, на месте полностью разрушенного трёхэтажного строения началось новое строительство. Архитектором проекта выступает Александр Рыжов, ранее уничтоживший под видом реконструкции Шталмейстерский дом в Малом Знаменском переулке.

### Храмы
- Церковь Анны праведной Зачатия. Устроена в 1990-е   в трапезном корпусе возрожденного монастыря.[15]
- Церковь Успения Пресвятой Богородицы. Построена в 2001-2004. Подземная (пещерная) церковь под корпусом монастыря, примыкающем к Духовской церкви. [16]
- Часовня Алексия, митрополита Московского
- Часовня Иконы Божией Матери Милостивая

## Окрестная топонимика города

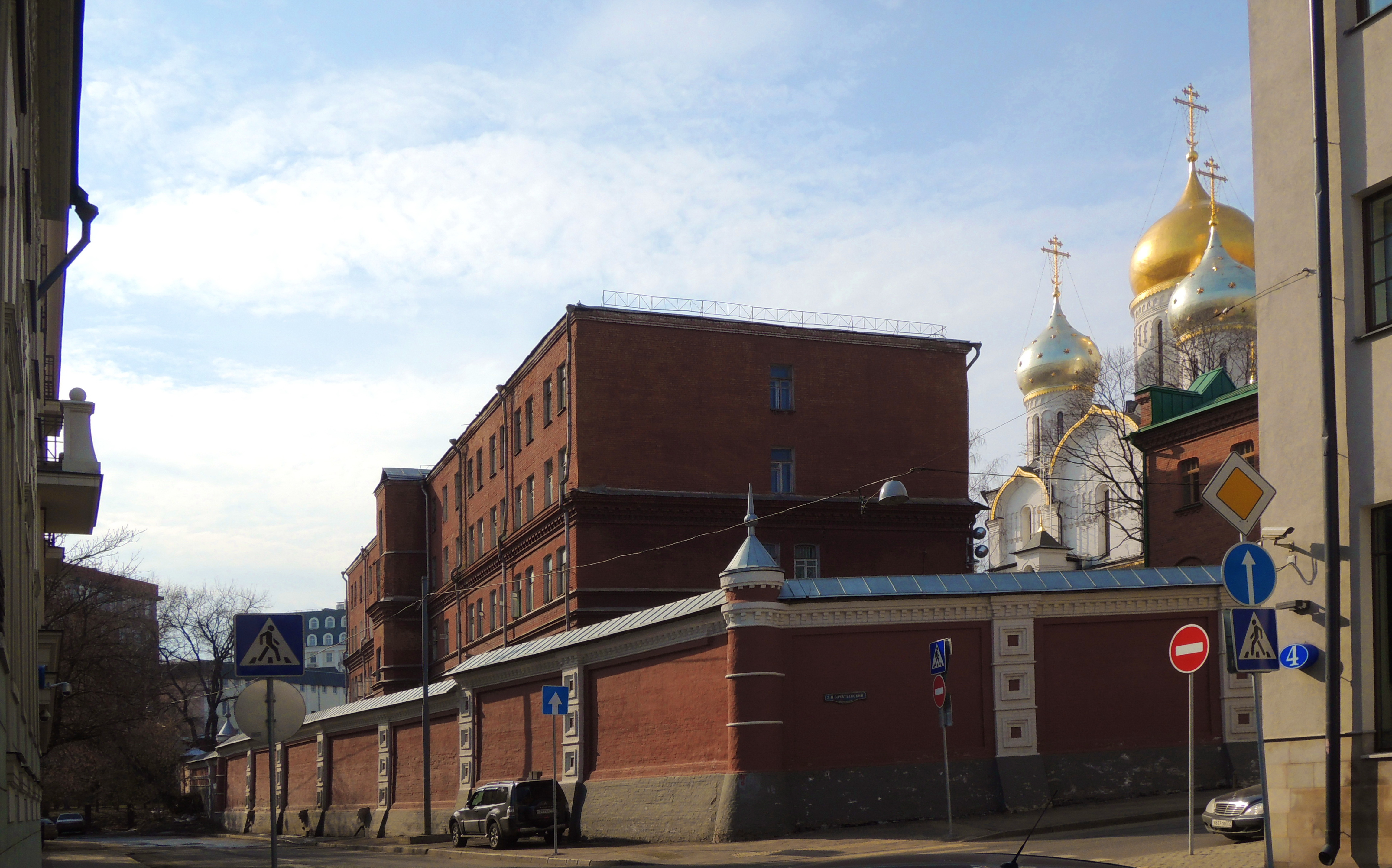
Келейный корпус и ограда монастыря. Вид со стороны Молочного переулка

Монастырь находится в пешеходной доступности от станций метро «Кропоткинская» и «Парк культуры». По его имени называются прилегающие переулки — 1-й, 2-й и 3-й Зачатьевские. Вход во время служб — через врата церкви Спаса Нерукотворного (угол 2-го и 3-го Зачатьевских переулков).